# Филип II фон Даун
Филип фон Даун-Оберщайн (на немски: Philipp II von Daun-Oberstein; * 1463; † 12 февруари 1515, Бон-Попелсдорф) е като Филип II фон Даун архиепископ и курфюрст на Кьолн (1508 – 1515).

## Живот
Той е четвъртият син на Вирих IV фон Даун-Оберщайн († 1 май 1501) и съпругата му Маргарета фон Лайнинген-Дагсбург-Хартенбург († 1516/1525), дъщеря на граф Емих VII фон Лайнинген-Харденбург, фогт в Елзас († 1452) и маркграфиня Беатрикс фон Баден (1400 – 1452).
От малък Филип е определен за духовна кариера. Той става през 1463 г. домхер в Кьолнската катедрала, 1488 г. схолатик и 1489 г. катедрален декан в Кьолн (1489 – 1508), домхер в Трир, катедрален приор в Страсбург 1499 г., каноник в Св. Ламберт в Лиеж (1506 – 1511).
Кьолнският катедрален капител го избира на 13 ноември 1508 г. за архиепископ на Кьолн. Печели срещу херцог Ерих фон Саксония-Лауенбург, който изтегля кандидатурата си и става епископ на Мюнстер. Помазан е на 14 ноември 1509 г. от епископа на Лиеж, Ерхард фон Марк.
Както предшественика му той има конфликти с град Кьолн. Той свиква провинциални събори.
Филип фон Даун-Оберщайн умира в Бон-Попелсдорф и е погребан до предшественика му Херман фон Хесен в Кьолнската катедрала.